# Ďábel (rod)
Ďábel (Sarcophilus) je rod kunovcovitých známý svým jediným žijícím druhem tasmánským čertem.
Existují další 2 druhy tohoto rodu, S. laniarius a S. moornaensis, ale ty jsou známy pouze jako fosílie z pleistocénu. S. laniarius byl větší, než je současný jediný žijící druh S. harrisii. Vztah mezi těmito třemi druhy je nejasný, zatímco někteří tvrdí, že S. harrisii je trpaslík S. laniarius. Jiní tvrdí, že jde o úplně jiný druh.